# Дети завтрашнего дня
«Дети завтрашнего дня» (англ. Tomorrow's Children) — научно-фантастическая драма Крейна Уилбура (режиссура) и Уоллеса Турмана (сценарий), вышедшая в прокат в 1934 году. Фильм повествует о государственной политике Соединённых Штатов, поставившей евгенику за основу федеральной судебно-пенитенциарной системы.

## Сюжет

Заседание суда по делам о принудительной стерилизации.

Сюжетная линия фильма разворачивается в недалёком будущем, когда принудительная стерилизация стала основной формой предотвращения преступности. Тем не менее, вопрос о стерилизации в новом американском гражданском обществе по-прежнему решает суд, а не врачебно-юридический консилиум, а судебные заседания, несмотря на то что фильм повествует о будущем, происходят в привычной для того времени манере — в виде публичных слушаний, на которых присутствуют в том числе родственники и друзья лиц, которых планируется стерилизовать, — судья принимает к сведению заключение медицинской комиссии штата и биографию подсудимого, после чего решает его дальнейшую судьбу и судьбу его потомства.
Главная героиня фильма — добропорядочная американка Элис Мейсон (Дайэн Синклэр), вынуждена оправдываться перед судом за своих родственников. Суд в итоге принимает решение стерилизовать её. Выручить Элис пытаются её жених Джим Бейкер (Кралайл Мур) и доктор Брукс (Дональд Дуглас).
Фильм заканчивается хэппи-эндом, когда суду, благодаря усилиям доктора Брукса, становится известно что Элис, порядочная молодая женщина, ранее приговорённая к стерилизации, на самом деле приёмная дочь в семье её криминальных родственников, ребёнок-подкидыш, а её родственники-правонарушители генетически с ней не связаны. Узнав новые подробности рассмотренного давече дела, судья прямо из зала суда связывается с окружным госпиталем, и в телефонном режиме приказывает остановить исполнение приговора. Осуждённую спасают с операционного стола. Джим забирает Элис из госпиталя и сообщает Бруксу что они с Элис сегодня же поженятся.

## В ролях
- Сара Падден — Миссис Мейсон
- Дональд Дуглас — доктор Брукс
- Джон Престон — доктор Кросби
- Карлайл Мур — Джим Бейкер
- Стерлинг Холлоуэй — доктор Дорси
- Рэй Корриган — интерн (в титрах не указан)